# بينيديبين
بينيديبين (بالإنجليزية: Benidipine)‏ هو دواء يُستعمل في علاج ارتفاع ضغط الدم حسب إدارة الغذاء والدواء الأمريكية. يعمل هذا الدواء كمحصرات قنوات الكالسيوم.